# Officier subalterne dans l'Armée française
Un officier subalterne est un militaire appartenant au corps des  officiers dont le grade est situé en dessous de celui de commandant. Il commande aux sous-officiers et aux militaires du rang.
La désignation d'officier subalterne n'est pas définie par le statut général des militaires mais par les coutumes dans les milieux militaires.

## Gendarmerie nationale, Armée de terre et Armée de l'air et de l’espace
Les grades (par ordre ascendant dans la hiérarchie) des officiers subalternes sont :
- Aspirant
- Sous-lieutenant
- Lieutenant
- Capitaine

## Marine nationale
Les grades (par ordre ascendant dans la hiérarchie) des officiers subalternes sont :
- Aspirant
- Enseigne de vaisseau de 2e classe
- Enseigne de vaisseau de 1re classe
- Lieutenant de vaisseau